# Pseudospiropes indicus
Pseudospiropes indicus är en svampart som beskrevs av A.N. Rai & B. Rai 1995. Pseudospiropes indicus ingår i släktet Pseudospiropes och familjen Helotiaceae.   Inga underarter finns listade i Catalogue of Life.